# Ваштранга (деревня)
Ваштранга (сев.-зап. мар. Ваштраҥ) — деревня в Кикнурском районе Кировской области.

## География
Находится на расстоянии примерно 4 км по прямой на северо-запад от райцентра поселка  Кикнур.

## История
Известна с 1802 года как деревня с населением 30 душ мужского пола. В 1873 году здесь было учтено дворов 14 и жителей 167, в 1905 37 и 193, в 1926 44 и 191 (в том числе мари 63), в 1950 44 и 63, в 1989 году отмечено 323 жителя. До января 2020 года входила в Кикнурское сельское поселение до его упразднения, будучи его административным центром.

## Население
Постоянное население  составляло 338 человек (русские 74%) в 2002 году, 271 в 2010.